# RENAMO
RENAMO nebo Mosambická národní rezistence (Resistência Nacional Moçambicana v portugalštině) je Mosambická konzervativní protikomunistická politická strana.
Renamo bylo založeno v roce 1975 po nezávislosti Mosambiku. Boj o moc mezi ním a Frelimem nakonec vedl ke zdroji občanské války v zemi. Trvalého míru bylo dosaženo v roce 1992. Během občanské války, Renamo dostal podporu od jižní Afriky, Rhodesia a Spojených států.
Prvním vůdcem Renamo byl André v Matsangai. Po jeho smrti v roce 1979 byl Afonso Dhlakama zvolen ředitelem a zůstal ve funkci až do své smrti v roce 2018.

## Historie
Teprve po nezávislosti Mosambiku v roce 1975 s pomocí bílé menšinové vlády Rhodesia jako anti-komunistické hnutí odporu založil, když se o přehrávač komunista -aligned od Sovětského svazu podporována jedné strany systém z FRELIMO chtěl bojovat v Mosambiku. V jeho raných létech, Renamo sestával hlavně z Frelimo disidentů a vojáků, kteří bojovali za Portugalsko během koloniálního období.
Když na konci sedmdesátých let partyzánské boje nakonec donutily Rhodesianovu vládu, aby odstoupila, Zimbabwe, nyní nezávislá, již neposkytovala bezpečné útočiště pro stíhače Renamo a žádnou politickou základnu. Většina z nich se přestěhovala do Jižní Afriky, aby pokračovala ve svých vojenských ambicích proti Mosambiku v rámci zahraniční a bezpečnostní politiky režimu apartheidu.
V roce 1984 podepsal prezident Jihoafrické republiky Pieter Willem Botha a vláda Frelimo silný tlak na dohodu Nkomati , která souhlasila s tím, že Mosambik neumožňuje na oplátku partyzánské aktivity afrického národního kongresu nebo MK Mosambiku a Jižní Afriky. Renamo vynechá. Zatímco Mosambik do značné míry dodržoval dohodu, Jihoafrická republika ji opakovaně porušovala a v roce 1985 ji oficiálně zrušila kvůli „několika porušením“.
V roce 1987, američtí senátoři Jesse Helms a Bob Dole mobilizovali americkou podporu pro osvobozeneckou armádu Renamo. Podpora získala Renamo zejména ze západního Německa. Například německé hlavní centrum bylo pro stoupence společnosti Renamo.
Když občanská válka mezi povstalci Renamo a vládou skončila v roce 1990 začátkem mírových jednání, čelil Renamo problému, že se po letech partyzánských válek musí z čistě vojenské organizace se uvolněnou strukturou stát politickou stranou. Tam byl přesně opačný problém, že africké strany obvykle mají. I když se jednalo obvykle o městské skupiny zaměřené na intelektuální elitu země, které čelily obtížím vytvořit základnu mezi venkovským obyvatelstvem, Renamo čelilo problému ukotvení v městských centrech země chyběla. Jejich politická prohlášení byla založena naMarxistická , pro kapitalistická a pro- demokratická prohlášení byla omezená a jejich schopnost vážně diskutovat o těchto otázkách byla omezená. Teprve po masivní finanční podpoře z Římské všeobecné mírové dohody , která ukončila občanskou válku v roce 1992, provedl Renamo přechod k politické straně.

## Politická činnost
Do roku 2013 Renamo položil ruce a byl největší opoziční stranou v Mosambiku. V prezidentských volbách v prosinci 2009 kandidát Frelimo Armando Guebuza triumfoval 75% nad svým vyzývatelem Afonsem Dhlakamem , dlouholetým vůdcem Renamo, který získal pouze 16% odevzdaných hlasů. Přes některé nesrovnalosti a přestože Frelimo využil svých výhod jako vládnoucí strany, výsledky voleb byly nepopiratelně nepopiratelné mezinárodními pozorovateli. Také v parlamentních volbách 2009Renamo utrpěl zdrcující porážku a získal pouze 16 a 17% hlasů. Tento výsledek je částečně vysvětlen příchodem nové opozice Movimento Democrático de Moçambique (MDM), která byla založena jako spin-off Renamo na protest proti autoritářskému stylu vedení Dhlakamy na začátku roku 2009. Ačkoli v těchto volbách existovaly důkazy o volebních podvodech vládnoucí strany, pozorovatelé nepovažovali tyto nesrovnalosti za rozhodující. V parlamentu má Renamo v současné době 51 z 250 křesel. V období před komunálními volbami 2013 prohlásil Dhlakama za Renamo bojkot dalších voleb až do změny volebního zákona podle jeho myšlenek a došlo k ozbrojeným střetům mezi ozbrojenými bývalými Renamovými partyzány a policií a armádou. V komunálních volbách bojkotovaných Renamo nová MDM strana získala některé z nesmírně větších hlasů v zemi, než které Renamo dosáhl v jakýchkoli celostátních volbách od roku 1999, čímž se stala největší opoziční stranou v zemi.

## Výsledky voleb
V prezidentských volbách od roku 1994 se počet hlasů Renamo do roku 2009 téměř snížil na polovinu, ve srovnání s nejlepším výsledkem v roce 1999 se dokonce snížil na jednu třetinu. Výsledky parlamentních voleb jsou zhruba srovnatelné. Vedení Renamu hrubě opomnělo místní volby a provinční volby, což mělo špatné výsledky. V místních volbách v roce 2008 Renamo nezískal žádné místo starosty, v 9 ze 43 obcí to nestačilo ani na místo.
| Prezidentské volby od roku 1994 ve srovnání | Prezidentské volby od roku 1994 ve srovnání | Prezidentské volby od roku 1994 ve srovnání | Prezidentské volby od roku 1994 ve srovnání |
| ------------------------------------------- | ------------------------------------------- | ------------------------------------------- | ------------------------------------------- |
| Rok voleb                                   | Strana a kandidát                           | Počet hlasů                                 | Výsledek v procentech                       |
| 1994                                        | Renamo: Afonso Dhlakama                     | 1666965                                     | 33,73%                                      |
|                                             | Frelimo: Joaquim Chissano                   | 2633740                                     | 53,30%                                      |
| 1999                                        | Renamo: Afonso Dhlakama                     | 2133655                                     | 47,71%                                      |
|                                             | Frelimo: Joaquim Chissano                   | 2338333                                     | 52,29%                                      |
| 2004                                        | Renamo: Afonso Dhlakama                     | 998059                                      | 31,74%                                      |
|                                             | Frelimo: Armando Guebuza                    | 2004226                                     | 63,74%                                      |
| 2009                                        | Renamo: Afonso Dhlakama                     | 650 679                                     | 16,41%                                      |
|                                             | Frelimo: Armando Guebuza                    | 2 974 627                                   | 75,01%                                      |
|                                             | MDM: Daviz Simango                          | 340 579                                     | 8,59%                                       |

## Vlajky

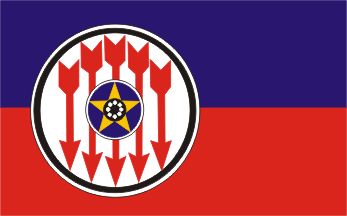
první vlajka RENAMO
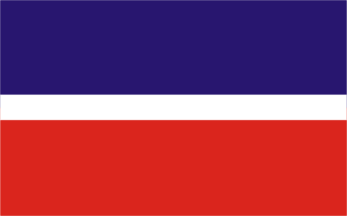
druhá vlajka RENAMO